# Вюрзелен
Вюрзелен (нем. Würselen) — город в Германии, в земле Северный Рейн-Вестфалия.
Подчинён административному округу Кёльн. Входит в состав района Ахен. Население составляет 37 693 человека (на 31 декабря 2010 года). Занимает площадь 34,385 км². Официальный код — 05 3 54 036.